# Чубей Дмитро Михайлович
Дмитро Михайлович Чубей (1905, село Залісся, тепер Борщівського району Тернопільської області — ?) — український радянський діяч, голова виконавчого комітету Золотопотіцької районної ради депутатів трудящих Тернопільської області. Депутат Верховної Ради СРСР 2-го скликання.

## Життєпис
Народився в бідній селянській родині. З дитячих років наймитував у заможного селянина Павла Вельгена та польського пана Бурковського. Закінчив початкову школу.
Брав участь у робітничому русі, розповсюджував революційну літературу в Львові, Дрогобичі, Тернополі та Чорткові. У 1926 році заарештований польською поліцією, але незабаром звільнений. У 1928 році знову заарештований, перебував у в'язницях Борщева і Чорткова. Після звільнення з в'язниці знову продовжував революційну діяльність, був висланий до Краківського воєводства. За розповсюдження революційної літератури серед солдатів заарештований та засуджений військовим судом у місті Дрогобичі до 10 років ув'язнення. Вийшов із в'язниці у вересні 1939 року.
У 1939—1941 роках брав участь у становленні радянської влади в Станіславській області, перебував на профспілковій роботі.
З 1941 року — в Червоній армії, учасник німецько-радянської війни, воював на Брянському, Воронезькому та Сталінградському фронтах. Служив поваром господарського відділення 692-го артилерійського полку 240-ї стрілецької дивізії. У листопаді 1943 року був важко поранений у боях за Київ, до весни 1944 року лікувався у військових госпіталях.
Після демобілізації із Радянської армії, в 1944 році повернувся в рідне село Залісся, брав участь «у відновлені діяльності органів радянської влади» в селі. Потім працював заступником голови виконавчого комітету Мельнице-Подільської районної ради депутатів трудящих Тернопільської області.
На 1945—1948 роки — голова виконавчого комітету Золотопотіцької районної ради депутатів трудящих Тернопільської області. Член ВКП(б).

## Нагороди
- орден «Знак Пошани» (23.01.1948)
- медаль «За бойові заслуги» (12.07.1943)
- медалі